# نشان زرین لومونسف

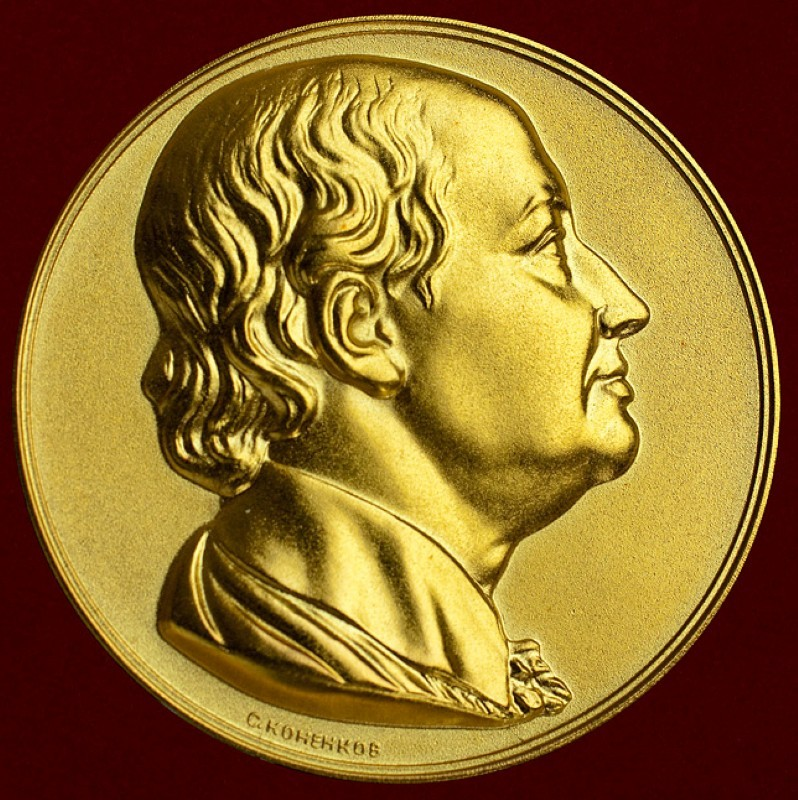
نشان زرین لومونسف

نشان زرین لومونسف (به روسی: Большая золотая медаль имени М. В. Ломоносова)، یک مدال طلایی است که به افتخار علامه و دانشمند روسی میخاییل لومونسف نام‌گذاری شده‌است.
این مدال از ۱۹۵۹ هر ساله برای پژوهش در دانش طبیعی یا انسانی از سوی آکادمی دانش شوری سابق یا در حال حاضر فرهنگستانِ علومِ روسیّه اعطا می‌شود. در هر سال دو مدال با این نام، به یک پژوهش گر روسی و یک پژوهش گر غیر روسی داده می‌شود.